# دلفینیدین
دلفینیدین (به انگلیسی: Delphinidin) یک ترکیب شیمیایی با شناسه پاب‌کم ۶۸۲۴۵ است.